# Ана Франк
Анелис Мари Франк (хол. и  ; Франкфурт, 12. јун 1929 — Берген, март 1945), познатија као Ана Франк, једна је од најпознатијих јеврејских жртава Холокауста. За време скривања од нациста написала је Дневник Ане Франк.
Рођена је у Франкфурту на Мајни у Немачкој, али је већи део живота провела у Амстердаму. Била је држављанин Немачке до 1941, када јој је одузето држављанство по Нирнбершким законима. Постала је позната после смрти, захваљујући објављивању њеног дневника. У њему је описала живот током скривања за време немачке окупације у Другом светском рату.
Анина породица се преселила 1933. у Холандију коју је Нацистичка Немачка окупирала 1940. године. Како су прогони Јевреја постали учесталији 1942, Франкови су се сакрили у тајне просторије у пословној згради Ота Франка. Након две године њихово склониште је откривено на основу дојаве, а Франкови, Ван Пелсови и Фриц Пфефер депортовани су у логоре. Ана је умрла седам месеци касније од тифуса у концентрационом логору Берген-Белзену, неколико дана после смрти своје сестре Марго.
Анин отац, Ото Франк, једини који је преживео рат, вратио се у Амстердам и пронашао дневник своје ћерке. Дневник, у коме је Ана бележила своје мисли од 12. јуна 1942. до 1. августа 1944, објављен је 1947. у оригиналној и делимично скраћеној верзији на холандском језику.

## Живот у Немачкој
Ана је рођена 12. јуна 1929. у Франкфурту у Немачкој. Друга је ћерка Ота (1889—1980) и Едит Франк-Холендер (1900—1945), и млађа сестра Марго Франк (1926—1945). Франкови су били либерални Јевреји, нису поштовали све обичаје јудаизма, и живели су у мешовитој заједници Јевреја и нејевреја различитог порекла. Едит је била посвећенији родитељ, док је Ото био заинтересован за образовање и поседовао доста књига. Обоје су подстицали децу да читају.
Када је на изборима за Градски савет Франкфурта 13. марта 1933. победила Националсоцијалистичка партија Адолфа Хитлера, почеле су антисемитске демонстрације, што је навело породицу Франк да се забрине за своју егзистенцију у том граду, па су нешто касније исте године Едит и деца отишли у Ахен, где су живели код Едитине мајке, Розе Холендер. Ото је остао у Франкфурту, док није добио понуду за оснивање предузећа у Амстердаму, па се и он преселио тамо. Ту је пронашао смештај за себе и породицу 1934, која је тиме постала део 300.000 Јевреја који су напустили Немачку у периоду између краја Вајмарске републике 1933. и почетка рата 1939.

## Живот у Амстердаму
Ото је почео да ради у Опекти, предузећу које је производило воћни екстракт пектина, а стан који је нашао налазио се на Мерведеплајну (Мерведе тргу) у Амстердаму. Едит и деца су стигли у Амстердам у фебруару 1934. године. Ана је уписала Монтесори школу, а Марго државну. Марго је била талентована за аритметику, а Ана за читање и писање. Ханели Гослар, Анина другарица, изјавила је да је Ана још од раног детињства често писала. Међутим, скривала је своје радове и није желела да прича о томе што пише. Ана и Марго су имале различите карактере. Марго је била учтива, уздржана и студиозна (као Ото), док је Ана била причљива, енергична и екстровертна (као Едит).
Сем Опекте, Ото је основао Пектакон, предузеће које се бавило велепродајом сушеног биља, зачина и соли који се користе у производњи кобасица. Херман ван Пелс (псеудоним Ханс ван Дан), јеврејски месар који је напустио Оснабрик са породицом, био је запослен у Пектакону као саветник за зачине. Едитина мајка је 1939. дошла да живи са Франковима, где је и остала све до своје смрти јануара 1942.
Маја 1940, Нацистичка Немачка је окупирала Холандију. Окупационе власти почеле су спроводити прогон Јевреја кроз ограничавајуће и дискриминаторске законе. То је, између осталог, укључивало и обавезу пријаве полицији и сегрегацију. Ана и Марго су имале одличне оцене и много пријатеља. Међутим, спровођењем „Декрета о сегрегацији”, морале су да напусте своје школе и да се упишу у Јеврејски лицеј. Ту се Ана спријатељила са Жаклин ван Марсен (псеудоним Јопи). Априла 1941, да би спречио одузимање Пектакона као предузећа у јеврејском власништву, Ото је предао своје акције Јоханесу Клајману (псеудоним Симон Копхес) и поднео оставку на место директора. Компанија је била ликвидирана, а сва актива била је пребачена у „Гис и компанију” која је била у власништву Јана Гиса (псеудоним Хенк Колен). Кроз исти процес прошла је и Опекта децембра 1941. Посао је настављен уз мање видљиве измене, а његов опстанак пружао је минималан, али довољан приход Оту за издржавање породице.

## Период описан у дневнику
За 13. рођендан, 12. јуна 1942, Ана је добила књигу коју је неколико дана раније показала Оту у излогу једне радње. Иако је то био лексикон обвезан црвено-белом тканином са дезеном шаховнице и малим катанцем спреда, Ана је одлучила да га користи као дневник, и почела да пише само два дана касније. Међу првим одредницама, пише о променама које су се десиле након немачке окупације. Многа ограничења она описује 20. јуна 1942, као и тугу због смрти своје баке раније те године. У том периоду, желела је да постане глумица. То проистиче из њене љубави према филмовима, које од 8. јануара 1941, услед забране „Декретом о сегрегацији”, више није могла да гледа.
Јуна 1942, Марго је добила позив од Централне канцеларије за емиграцију Јевреја у Амстердаму за пријем у радни логор. Франкови су још и раније намеравали да се сакрију у просторије иза зграде Опекте у Принсенграхту, улици уз истоимени, а један од три главна Амстердамска канала. Након пропалих планова да избегну у САД или Кубу, намеравали су да у Принсенграхт оду тек на крају лета. Међутим, позив за Марго их је натерао да се сакрију неколико седмица раније.
Ујутру, понедељка 6. јула 1942, Франкови су се сакрили селидбом у зграде Опекте. Претходно су „растурили” стан, да би створили утисак изненадног одласка, а Ото је оставио писмо у којем је имплицитно рекао да су отишли у Швајцарску. Због тајности, морали су оставити Аниног мачка Муртјеа, кога је Ана неколико пута поменула у дневнику. Како Јеврејима није било дозвољено коришћење јавног превоза, ходали су неколико километара, а, иако је био јул (просек јулске дневне температуре у Амстердаму је око 22 °C), све четворо су носили неколико слојева одеће, јер нису смели да буду виђени са пртљагом.
„Ахтерхојс” (хол. Achterhuis — зачеље куће), како је описан део зграде у ком су се крили, у ствари је део зграде чији су прозори окренути ка каналу (у супротности са прочељем окренутим ка улици). У свим српскохрватским, а касније и српским верзијама дневника, назив је Тајно скровиште. Оно је заузимало троспратни простор у који се улазило кроз „приземље” (на спрату одмах изнад канцеларија Опекте). Две мале собе, купатило и степениште су били на првом спрату. На другом спрату, налазиле су се једна велика (повезана са степеништем) и једна мала соба. Из мање собе, мердевине су водиле ка тавану. Врата „Тајног скровишта” су покривена полицом за књиге, да скровиште не би било откривено. Главна зграда, одвојена за улицу од Вестеркерк, била је стара зграда, типична за оне у западном делу Амстердама.
Виктор Куглер (псеудоним Хари Кралер), Јоханес Клајман (Симон Копхес), Мип Гис (Мип Колен) и Беп Фоскујл (Ели Фосен), били су једини радници у Опекти који су знали за Тајно скровиште. Уз Јана Гиса (Хенк Колен) и Бепиног оца Јоханеса Хенрика Фоскујла (Господин Фосен), они су били „помагачи” Ани и осталима. Као једина веза Тајног скровишта и спољњег света, скривенима су преносили ратне вести и политичка дешавања. Били су део Холандског отпора, па су им набављали храну и одећу (преко ваучера које је набављао Јан). То је постајало теже с временом. У дневнику, Ана је описала њихову посвећеност и покушаје да „подигну” расположење у скровишту током најопаснијих времена. Све време, помагачи су били свесни да ће, ако буду ухваћени, највероватније бити осуђени на смртну казну за скривање Јевреја. Да их, чак иако пронађу дневник, Немци не би открили, Ана је у дневнику користила псеудониме.
Породица Ван Пелс (Ван Дан), придружила се Франковима 13. јула 1942. То су били Херман (Ханс ван Дан), Огиста (Петронела ван Дан) и 16-годишњи Петр (Петр ван Дан). Током новембра им се придружио и Фриц Пфефер (Алфред Дусл), зубар и Отов пријатељ. Иако је у почетку Ана била срећна због нових људи „за разговор”, убрзо су тензије услед скученог простора кулминирале. Наиме, након што је морала да дели собу са Пфефером, Ана га је описала као неподношљивог и замерала му на сметњи. Такође се сукобила са Огистом, коју је сматрала будаластом. Хермана и Фрица сматрала је себичнима, поготову због количине хране коју су јели.
Иако је на почетку „одбијала” повученог Петра, касније је схватила да јој се свиђа, и њих двоје су ушли у романсу (однос који није потпуно љубавни, али јачи од пријатељског; налик платонској љубави). Први пољубац јој је био са њим. Међутим, односи су убрзо захладнели, јер је Ана довела своја осећања у питање; да ли су осећања права или произашла из дељења животног простора. За разлику од односа са укућанима, Ана је била блиска са свим помагачима, а Ото је изјавио да је сваку посету ишчекивала са великим узбуђењем. Иако је у дневнику највише описивала Мип, Ото закључује да је Ана била најблискија са Беп (Ели Фосен), „младом дактилографкињом”. „Њих две су често шапутале стојећи у ћошку”.
У дневнику, Ана је описивала и односе између њене породице, као и великих разлика међу њиховим личностима. Сматрала је да је најблискија са оцем, који је то и потврдио, и рекао да је Марго приснија са мајком. Објаснио је да је то зато што је Марго била смиренија, ретко је показивала своја осећања и нису јој се дешавале нагле промене расположења као Ани. Ана и Марго су током скривања постале присније, иако је Ана понекад била љубоморна на Марго, поготову када су укућани критиковали Ану због недостатка Маргине нежне и мирне природе. Како је Ана сазревала, боље се слагала са Марго. Ана је, 12. јануара 1944, написала „Марго је сада много љубазнија… Више није ни приближно пргава као што је досад била. Постаје прави пријатељ. Више ме не сматра за малу бебу чије се мишљење не рачуна.”
Ана је често писала о напетом односу са мајком, и њеној подељености према Ани. Свој „презир” према мајци и немогућност да се „носи са њеним немаром, сарказмом и малодушношћу”, Ана је у дневнику исказала 7. новембра 1942. Закључила је: „Она према мени није мајка.” Касније, прегледајући свој дневник, а посрамљена због свог бившег суровог става, Ана је написала: „Ана, ти си она која је поменула мржњу. О, Ана, како си могла?” Схватила је да су разлике између њих проистекле из неразумевања, за које су обе подједнако криве, и увидела да је беспотребно допринела мајчиној патњи. Како је ово схватила, Ана је почела да се опходи према мајци са степеном трпељивости и поштовања.
И Ана и Марго су се надале скором повратку у школу, и наставиле са учењем током скривања. Марго је чак и завршила стенографски курс на даљину на Бепино (Ели Фосен) име, и то са високим оценама. Ана је већину времена проводила читајући и учећи, а редовно је писала дневник. Сем описа догађаја и односа са осталима, писала је и о својим осећањима, уверењима и амбицијама — темама о којима није могла или желела да говори са осталима. Како јој је расло самопоуздање, и како је постајала зрелија, почела је да пише и о апстрактнијим темама, као што су њено веровање у Бога и дефиниција људске природе. Такође, услед анксиозности, Ана је септембра 1943. почела да узима капи одољена. Анксиозност је проистекла од затвореног простора, сталног страха од могућег хапшења, али и честих свађа у Тајном скровишту.
Услед немогућности да гледа филмове, Ана је своје амбиције пребацила на новинарство. Среде, 5. априла 1944, написала је:
Коначно схватам да морам да учим да не бих била незналица, да успем у животу, да постанем новинар. Јер то је оно што желим! Знам да могу да пишем… али још морам да видим да ли стварно имам талента… А чак и да немам талента за писање књига и новинских чланака, увек могу да пишем за себе. Али ја желим да постигнем више од тога. Не могу да замислим да живим као мама, госпођа Ван Дан и остале жене које гледају своја посла, а онда буду заборављене. Морам да имам још нешто сем мужа и деце чему ћу да се посветим!… Желим да будем корисна и да причињавам задовољство свима, чак и онима које никад нисам упознала. Желим да наставим да живим чак и након смрти! Баш зато сам захвална Богу што ми је дао овај дар, који могу да користим да развијам себе и све у мени! Писањем могу „стрести” све своје бриге. Туга нестаје, а расположење расте! Али, то је велико питање. Хоћу ли икада моћи да напишем нешто велико? Хоћу ли икада постати новинарка или писац?
Наставила је редовно да пише до 1. августа 1944.

## Хапшење
Ујутро, 4. августа 1944, у Тајно скровиште упала је Зелена полиција, након обавештења од никада идентификованог пријављивача. У јануару 2022. објављено је после шестогодишње истраге да је склониште Ане Франк највероватније издао нотар Арнолд ван дер Берг. Вођена СС-обершарфирером Карлом Зилбербауером, иначе припадником безбедносне службе, група је укључивала бар још 3 члана безбедносне полиције. Франкови, Ван Пелсови (Ван Данови) и Пфефер (Алфред Дусл) одведени су у штаб Гестапоа, где су саслушани и задржани преко ноћи. Сутрадан, 5. августа, пребачени су у „Кућу притвора”, пренатрпан затвор у Ветерингсхансу, улици у центру Амстердама. Два дана касније, 7. августа, пребачени су у транзитни логор Вестерборк, кроз који је, у то време, прошло већ 100.000 Јевреја, највише немачких и холандских. С обзиром на то да су били ухапшени током скривања, сматрани су криминалцима и послати у казнени сабирни центар на робију (заточеништво уз тежак физички рад).
Виктор Куглер (Хари Кралер) и Јоханес Клајман (Симон Копхес) ухапшени су и затворени у радни логор за непријатеље режима у Амерсфорту, близу Утрехта. Клајман је ослобођен седам недеља касније, док је Куглер држан у различитим транзитним логорима до краја рата. Мип и Беп (Ели Фосен) такође су испитиване и застрашиване, али нису притваране. Већ сутрадан, 5. августа 1944, оне су се вратиле у зграде Опекте, и пронашле Анине папире разбацане по поду. Сакупиле су их, уз неколико породичних фотографских албума. Мип је одлучила да их врати Ани након рата, па их је све сачувала. На дан пребацивања у Вестерборк, 7. августа 1944, Мип је покушала да изнуди ослобађање затвореника, суочивши се са Карлом Зилбербауером и нудећи му новац да би интервенисао. Међутим, он је то одбио.

## Депортација и смрт
Из Вестерборка у Аушвиц, група је пребачена 3. септембра 1944, последњим транспортом у том правцу. У Аушвиц су стигли три дана касније. На истом возу била је и Блуме Еверс-Емден, наставница из Амстердама, која је упознала Ану и Марго у Јеврејском лицеју 1941. Блуме тврди да је редовно виђала Ану, Марго и Едит у Аушвицу,, а позната је по томе што је интервјуисана у документарцима Laatste Zeven Maanden van Anne Frank из 1988, и Сони пикчерсовом Anne Frank Remembered из 1995.
У пометњи која је настала услед напуштања возова, мушкарци су насилно одвојени од жена и деце, а самим тим и Анин отац Ото. Од укупно 1.019 путника, 549 је послато директно у гасне коморе. Међу њима су била сва деца млађа од 15 година. Ана је 15 година напунила два и по месеца раније, тако да је била међу поштеђенима. Иако је знала да је половина путника послато у коморе, никада није сазнала да су сви из Тајног скровишта поштеђени. Мислила је да је њен отац, у педесетим годинама и не нарочито снажан за рад, убијен одмах након што су их раставили.
С осталим женама, Ана је скинута гола и дезинфикована. Глава јој је обријана, а на руци јој је истетовиран идентификациони број. Дању, жене су биле коришћене за тежак физички рад, а Ана је терана да тегли камење и копа тресет, а ноћи су проводиле у касарнама. Неколицина тврди да би Ана постала повучена и плачљива када би видела децу како их воде у гасне коморе, док други кажу да је, у тим моментима, чешће показивала снагу и храброст. Њена друштвеност и сигурност јој је омогућила да заслужи додатно следовање хлеба, и то не само за њу, већ и за сестру Марго и мајку Едит.
Међутим, Аушвиц је, као концентрациони логор, погодовао ширењу болести, па је Ана убрзо задобила озбиљан случај шуге, па су она и Марго пребачене у „амбуланту”, стално мрачну и пуну мишева и пацова. Едит је малтене престала да једе, и сваку храну коју је могла да сачува за ћерке, давала им је кроз рупу коју је направила на зиду амбуланте.
Октобра 1944, Ана, Марго и Едит требало је да се придруже транспорту у радни логор Либау у Шлеској; Блуме Еверс-Емден такође. Међутим, Ани је било забрањено да иде због шуге, па су Едит и Марго остале са њом. Блуме је на крају отишла без њих. Да су отишле у Либау, вероватно би све три преживеле.
Крајем октобра, почела је селекција затвореника према годишту и радној способности, а бирали су се они који ће бити пребачени у Берген-Белзен. Међу 8.000 жена, ту су били и Ана, Марго и Огиста ван Пелс (псеудоним Петронела ван Дан). Била је и Едит, али је она заостајала и на крају умрла од глади.
У међувремену, у Берген-Белзену подигнути су шатори због новонасталог „прилива” затвореника. Уз бројност људи у логору, растао је и број болесних. За кратко време, Ана је била у контакту са две старе пријатељице, Ханели Гослар и Нанет Блиц, које су биле смештене у привилегованом делу логора због пасоша Палестине. Ана је са њима разговарала кроз ограду. Блицова ју је описала као ћелаву, мршаву и дрхтаву. Госларова је указала на то да је Ана била заједно са Огистом (Петронелом) која је бринула о веома болесној Марго, мада ниједна од њих две није видела Марго, недовољно јаку да устане из кревета. Ана је рекла Блицовој и Госларовој да верује да су јој родитељи мртви, и да због тога више и нема жељу за животом. Госларова је проценила да су се састајали или у касном јануару, или раном фебруару 1945.
Раног марта 1945, логор је погодила епидемија тифуса, која је убила 17.000 затвореника. Марго је, услед велике слабости, испала из свог кревета који је био на спрат, и умрла од ударца. За узрок Маргине слабости сматра се тифус, који је добила још пре епидемије у марту. Неколико дана касније, а само месец дана пре ослобађања логора 15. априла 1945, умрла је и Ана. Тачан датум Анине смрти остаје непознат, а за њега се сматра „рани март 1945.” Након ослобођења, логор је спаљен као мера за спречавање даљег ширења болести. Тела Ане и Марго су такође спаљена и закопана у масовну гробницу. Најновија истраживања, спроведена од стране Ерике Принс и Герт Јан Берка из музеја Ане Франк, показала су да су Ана и Марго умрле у фебруару 1945. Закључак истраживања објављен је на 70 годишњицу смрти, 31. марта 2015. датум који је од стране холандских власти проглашен за датум њихове смрти. Закључак је донесен на основу сећања сведока и докумената.
Након рата, процењено је да је од 107.000 Јевреја депортованих из Холандије између 1942. и 1944, само 5.000 преживело. Отприлике 30.000 Јевреја се након рата, 1945, налазило у Холандији, а многе који су остали, потпомогли су припадници Холандског отпора. Око две трећине потпомогнутих су преживели, као нпр. Ото, док Ана спада у последњу трећину.

## Дневник Ане Франк
Јула 1945, након што је Црвени крст потврдио смрт свих Франкових сем Ота, Мип Гис (Мип Колен) дала је Оту дневник који је Ана писала и свежањ писама и старих папира за које се надала да ће вратити Ани након рата. Ото је рекао да није знао да Ана пише тако прецизан опис њихових живота током скривања. У својим мемоарима, описао је њему тежак процес читања дневника, јер се тиме присећао свих догађаја описаних у дневнику. Рекао је и да је први пут видео Анину приватну страну, и оне делове дневника о темама које није спомињала никоме. „За мене, то је било откровење… Нисам имао појма о дубини њених мисли и осећања… Све то она је држала у себи…” Дирнут њеном жељом да буде аутор, неколико пута исказаном у дневнику, Ото је почео да размишља о његовом издавању.
Анин дневник је започет као место у коме је исказивала своје мисли. Неколико пута је писала да никоме неће дозволити да га чита. Детаљно је описивала њен живот, породицу и пријатеље, дешавања и односе. Марта 1944, чула је прилог на радију у коме је припадник холандске владе у егзилу рекао да ће, када се рат заврши, бити направљен попис свих Холанђана погођених репресијом током немачке окупације. Помињао је и објаве писама и дневника, а Ана је рекла да жели свој дневник да преда када дође време за то. Тада, четири месеца пре хапшења, почела је да преправља неке делове, док је оне за које је сматрала да баш нико не треба да прочита брисала. Лексикон који је добила био је мали, па је додавала још папира. Због очекивања међународне објаве, али и у случају да до дневника дођу Немци, свима је дала псеудониме. Тако су Ван Пелсови постали Ван Данови, а Фриц Пфефер постао Алфред Дусл. Додала је и обраћање Кети, измишљеном лику из романа Јоп тер Хел холандске књижевнице Сиси ван Марксфелт, чија је дела Ана волела да чита. Измењене делове Ана је написала на новим папирима, тј. ван лексикона. Ото Франк је оригинални дневник назвао „верзија А”, а папире са изменама „верзија Б”. Комбинацијом је дошло до првог издања, „Het Achterhuis” из 1947. Од садржаја једнаког у обе „верзије”, избацио је делове у којима је Ана посебно критична према родитељима (посебно мајци Едит), као и делове у којима је Ана помињала своју „новонастајућу” сексуалност. Пре издавања, Ото је вратио имена Франкових у права, а остале псеудониме је задржао. Иначе, Ана је себи дала два псеудонима — прво Ана Аулис, што је убрзо променила у Ана Робин. Марго је била Бети Робин, Ото је био Фредерик Робин, а мајци Едит дала је псеудоним Нора Робин.
Ото Франк је дневник предао историчарки Ани Ромајн-Ферсхор на преглед, а она је чак и покушала, мада безуспешно, да га објави. Дала га је свом мужу, Јану Ромајну, такође историчару и новинару. Као новинар, он је написао чланак о дневнику, назван „Дечји глас” (хол. Kinderstem), који је објавио у холандским новинама Хет Парол 3. априла 1946. Писао је о дневнику као „делу које садржи дечји глас, који описује сву грозоту фашизма, више него сви докази изложени Нирнбершком суду.” Његов чланак привукао је пажњу многих издавача, а дневник је први пут издат 1947, а 1950. пратио га је други круг „оригиналног издања”.
Тај други круг представљао је издања у Француској и Немачкој, са три године закашњења јер су многи издавачи одбијали понуде. У Уједињеном Краљевству и САД, дневник је издат 1952. под именом „Дневник младе девојчице” (енгл. The Diary of a Young Girl). Упркос првобитном одбојству, књига се успешно продавала у Француској, Немачкој и САД, али у Уједињеном Краљевству није постала популарна, па је избачена из штампе већ 1953. Најуспешнији, дневник је у Јапану, где је прво издање изазвало опште одушевљење јапанских читалаца, па је продато у преко 100.000 примерака. Сем у филмовима, дневник је описан и на „неки начин проширен” кроз многе књиге, а за највећа „проширења” сматрају се истраживања Керол Ен Ли и Das Mädchen Anne Frank, књига аустријске новинарке Мелисе Милер. Уз популарност, дневник је убачен у обавезан део наставе многих држава, укључујући САД и СФРЈ. У Југославији, школе су се водиле српскохрватским преводима из разних година.
„Холандски институт за ратну документацију” (ХИРД) издао је 1986. „критичко издање” дневника. Оно не представља сам дневник, колико упоређивање делова различитих у претходним издањима (Отове „верзије”, избачени а нађени делови, итд), као и додатне историјске информације о Ани, дневнику, породици Франк још од Првог светског рата и сл.
Корнелис Свејк, бивши председник Фондације Ане Франк и Музеја Холокауста у САД, објавио је 1999. да поседује пет страница које је Ото избацио из дневника, а за које је тврдио да му их је Ото предао пред смрт 1980. Те странице садрже Анину критичност према „натегнутом” браку њених родитеља и недостатак осећања према мајци — делови због којих је касније у дневнику написала извињење. Случај је постао чувен због контроверзе услед Свејковог покушаја да прода странице као начин да заради новац за Фондацију услед „губитка” од 80.000 франака који одлазе рођацима Франкових сваке године. ХИРД је захтевао да се странице предају, али је Свејк тврдио да ауторска права, услед околности, припадају њему. Као компромис, Министарство образовања, културе и науке Холандије пристало је 2000. да донира Свејковој фондацији 300.000 долара, а Свејк је странице предао 2001.
Дневник је „доживео” разне критике — од хваљења због Анине храбрости и „добро уређеног” дела, до потпуног негирања целог садржаја, па чак и постојања Ане Франк као такве, као део ширег порицања Холокауста. Ана је чак проглашавана за хуманисту, као и за симбол Холокауста и прогона уопштено. Еленор Рузвелт је 1953. Анин дневник описала као „једно од најмудријих сагледања неког рата”, док је Џон Кенеди 1961. рекао да је „Анин глас најјачи од оних који говоре у име људског достојанства”. Совјетски писац Иља Еренбург је те исте године изјавио да „Анин глас — глас не пророка ни песника, већ обичне девојчице — говори за шест милиона људи”. Хилари Клинтон изјавила је 1994. да „Анин дневник објашњава како равнодушност одузима могућности младим људима”, а случај је поредила са дешавањима у Сарајеву, Сомалији и Руанди. Исте године, Нелсон Мандела је изјавио како му је „Дневник Ане Франк уливао наду током затвореништва”. Тајм ју је 1999. прогласио за једну од „хероја и икона” 20. века.
Уз позитивне, дошле су и негативне критике. Након што је дневник постао широко познат 1950-их, многе тврдње против дневника су изложене. Најраније познате су из Шведске и Норвешке. Шведски нацистички часопис „Слободне речи” (швед. Fria ord) објавио је 1957. антисемитски чланак, који је, између осталог, порицао постојање Ане Франк. Такође је тврдио да је дневник заправо написао Јеврејин Мајер Левин, а сличне тврдње су биле да је дневник написао Ото, да стил писања дневника није дечји, као и да је дневник контрадикторан, и да скривање у Тајном скровишту из одређених разлога не би било могуће.
Симон Визентал је 1958. изазван да, пре него што изведе дело The Diary of the Anne Frank у Бечу, докаже постојање Ане Франк. Дело је ипак изведено те исте године, а Визентал је 1963. пронашао Карла Зилбербауера, човека који је ухапсио Ану. Током интервјуа, Зилбербауер је потврдио да је учествовао у хапшењу, и описао је цео след догађаја, а чак се присетио и пуно папира на поду, оних међу којима је био и дневник и посебни папири са измењеним деловима. Такође је, након што му је показано неколико слика, изабрао слику Ане Франк као слику особе која је била међу ухапшенима. Његове изјаве су се поклапале са онима Ота Франка, па је случај аутентичности сматран за закључен. Упркос томе, порицање је настављено, а Ото Франк је подигао неколико оптужница против најупорнијих негатора. То су биле тужба из 1959. и две из 1976, а у све три је дневник проглашен за аутентичан.
Након Отове смрти 1980, оригинални дневник је предат „Холандском институту за ратну документацију”, који је спровео разна истраживања, укључујући и форензичко 1986, да би се коначно утврдила аутентичност дневника. Упоређиван је Анин потврђен рукопис са рукописом из дневника, као и старост папира, лепка и мастила. Дневник је поново потврђен за аутентичан, а истраживања су укључења у „критичко издање” дневника издато 1989. Уз њихове доказе и паралелно независно истраживање спроведено на основу сопствене воље, Регионални суд Хамбурга је такође потврдио аутентичност дневника.
Кућа Ане Франк и Фонд Ане Франк су упутили законску жалбу Градском суду Амстердама децембра 1993, у којој се захтевало да се, на основу свих дотад спроведених истраживања и судских пресуда, забрани свако даље издавање и дељење памфлета „Дневник Ане Франк: Критички приступ”, против којег су подизане и претходне тужбе и жалбе. Амстердамски суд је пресуду изрекао 9. децембра 1998, а она је гласила да „ће свако даље негирање аутентичности дневника или неодобрено дељење публикација које служе тој сврси, бити кажњено са 25.000 гулдена по прекршају.” Тиме је негирање у великој мери заустављено.

## Завештање
Група грађана, укључујући Ота Франка, јединог из Тајног скровишта који је преживео рат, основала је 3. маја 1957. „Задужбину Ане Франк”, с циљем да спрече рушење бивше зграде Тајног скровишта у Принсенграхту. Успели су, а Кућа Ане Франк је отворена 3. маја 1960. За њене потребе, прерађени су, не само делови Тајног скровишта, већ и канцеларије и складиште Опекте. Неке ствари ту још увек стоје од Аниног времена, укључујући фотографије глумаца на зиду Анине собе и део карте на којој је Ото означавао кретање Савезника, све заштићено акрилом. Мала соба, у којој је боравио Петр ван Пелс (Петр ван Дан), повезана је са суседном зградом, коју је такође купила Фондација Ане Франк, назив за „Задужбину Ане Франк” након „озваничења” 1963. У повезаној згради налази се оригинални дневник, као и промењива изложба Холокауста, или савремених светских догађаја у вези са нетолеранцијом. Једна је од Амстердамских главних туристичких атракција, а рекордни број посетилаца је забележен 2011, и то њих 1.104.233, преко 50.000 више од 2010. Кућа Ане Франк такође пружа информације на свом веб-сајту, а организује и међународне изложбе, које су 2011. посетиле преко 30 држава широм света, међутим још увек не земље Африке и Океаније.
Фонд Ане Франк су основали Ото и његова друга жена, Елфриде Гајрингер-Марковиц, као добротворну организацију с центром у Базелу у Швајцарској. Фонд сакупља новац за донације случајевима „за које сматрају да треба”. Након смрти, Ото је завештао ауторска права Фонду, под условом да првих 80.000 швајцарских франака зарађених сваке године буде додељено његовим наследницима. Фонд остатак користи у своје сврхе или донације, као нпр. медицинске рачуне, образовање младих у вези са расизмом, а неке папире је поклонио и „Музеју Холокауста САД”. Сарађује са сродним пројектима у Немачкој, Израелу, Индији, Швајцарској, Уједињеном Краљевству и САД.
Образовни центар Ана Франк отворен је 1997. у Франкфурту. Центар се налази у Дорнбушу, делу града у којем је Ана живела до 1934. Он је „место где и млади и стари могу да уче о историји нацизма и дискутују о њему”.
Стан у Мерведеплајну, где је Ана живела од 1933. до 1942, остао је у приватном власништву до 2000-их, када ју је, у веома лошем стању, купило холандско предузеће за становање. Уз помоћ слика и описа у Аниним писмима, стан је враћен у стање из 1930-их. Реновирање је завршено 2005, а сваке године један писац, који не може слободно да пише у својој земљи, добије могућност да, у року од годину дана, пише и станује у том стану. Први изабрани био је алжирски писац Ашершур ел Махди.
Јуна 2007, Анин рођак Бади Елијас је донирао 25.000 породичних докумената Кући Ане Франк. Између осталог, ту су породичне фотографије из Немачке и Холандије и писмо које је Ото Франк послао Бадију 1945, путем којег га је обавестио да су му жена и ћерке мртве.
Новембра 2007, Дрво Ане Франк, које се налазило у дворишту Тајног скровишта, требало је да буде ишчупано из корена, да се не би срушило на оближње зграде услед инфекције гљивичном болешћу. Арнолд Хертје, холандски економиста, том приликом је изјавио: „Ово није било које дрво. Дрво Ане Франк у уској је вези са прогоном Јевреја.” Еколошке организације су инсистирале на томе да дрво, иначе дивљи кестен, остане ту где и јесте. Холандски суд је одлучио да је потребно размотрити начине конзервације. Направљена је гвоздена конструкција која је требало да продужи век дрвета до 15 година. Дрво се срушило три године касније, 23. августа 2010, услед силовитог ветра.
Током година, направљено је неколико филмова о Ани Франк. Они су део уопштеног културолошког описа. Њен живот и писање инспирисали су многе уметнике и режисере на стварање дела у вези са њом, као на пример, „Балет Ане Франк” из 2005, воштана фигура у музеју Мадам Тисо откривена 9. марта 2012, али и астероид 5535 Анафранк који носи Анино име. Ана је 1999. била проглашена за једну од херојских личности 20. века, а такође је укључена и на Тајмову листу „Најбитнијих људи века” (енгл. The Most Important People of the Century), с пратећим текстом: „С дневником који је потајно водила скривена на тавану, храбро се суочила са нацистима чиме је послала подршку борби за људско достојанство.”
Једини познати снимак праве Ане Франк потиче из 1941. Исечен је из дела немог филма венчања њених комшија у Амстердаму. У њему се види како се Ана нагиње кроз прозор на другом спрату покушавајући да боље види младу и младожењу. Пар, који је преживео рат, поклонио је исечак Кући Ане Франк.
Њена пријатељица Хана Пик-Гослар је преминула 2022. године. По њеним причањима написана је књига „Мемоари Ане Франк; Размишљања пријтељице из детињства”, а на основу те књиге снимљен је филм 2021. године под називом „Моја најбоља пријатељица Ана Франк”.